# Молодые Афродиты
Юные Афродиты (греческий: μικρές αφροδίτες, транслит. Микрес Афродиты) — драматический фильм 1963 года режиссёра Никоса Кундуроса по сценарию Василиса Василикоса.
Фильм был снят буквально «из ничего». Никто его не оплачивал, а режиссёр Кундурос сам был одновременно и оператором, в то время как его мать шила костюмы.
Фильм длится 88 минут и был снят в черно-белом формате .
Кундурос снял фильм в стиле «кино верите», настаивая на максимальной аутентичности и используя в качестве натуралистов настоящих пастухов. Одной из его мотиваций было показать, что древняя Греция была чем-то большим, чем «руины, которые показывают туристам», т.е. что жизнь в ней велась вдали от городов, т.е. в гармонии с природой и первозданными инстинктами..

## Сюжет
Действие происходит в 200 году до нашей эры (в эллинистический период). Основное внимание было уделено чувственному пробуждению двух детей, Скаймноса и Хлои. Кочевая группа пастухов в поисках новых пастбищ покидает горы, чтобы поселиться недалеко от рыбацкой деревни. Женщины деревни прячутся, и единственные, кто отваживается выйти, — это Арта, жена рыбака, и двенадцатилетняя девочка Хлоя.
Скимнос, молодой пастух, подходит к Хлое, которая полуголая разгуливает по скалам и пляжу. Между двумя детьми начинается дразнящая игра, которая заканчивается сексом, в знак своей привязанности Скимнос ловит пеликана для Хлои и водружает его на козлы. Тем временем Арта сначала отвергает пожилого пастуха Цакалоса, но в конце концов уступает, и пара встречается в пещере, где Скаймнос и Хлоя наблюдают за тем, как они занимаются любовью через трещину в скале.
Когда пастухи решают уйти, Арта уходит с ними, сопровождая Цакалоса, но Скимнос отказывается идти. Ликас, немой подросток-пастух, находит Хлою и насилует её. Сначала Хлоя сопротивляется, но затем, очевидно, поддается ощущениям, которые вызывает у неё её первый сексуальный опыт. Когда Скаймнос становится свидетелем этой сцены, он отвязывает мертвого пеликана, выбрасывает его труп в море и позволяет морю унести его.